# Пречистенское сельское поселение (Гагаринский район)
Пречистенское сельское поселение — упразднённое муниципальное образование в составе Гагаринского района Смоленской области России.
Административный центр — село Пречистое.
К 1 января 2019 года все населённые пункты вошли в Гагаринское сельское поселение.

## Географические данные
- Общая площадь: 130 км²
- Расположение: центральная часть Гагаринского района
- Граничит:
  - на севере — с Кармановским сельским поселением
  - на северо-востоке — с Самуйловским сельским поселением
  - на востоке — с Гагаринским сельским поселением
  - на юге— с Ашковским сельским поселением
  - на западе— с Родомановским сельским поселением
- По территории поселения проходит автомобильная дорога Гагарин — Карманово.
- Крупные реки: Гжать, Яуза.
- На территории поселения находится часть Вазузской гидросистемы.

## История
Образовано 2 декабря 2004 года.

## Население
| 2007  | 2011  | 2012  | 2013  | 2014  | 2015  | 2016  |
| ----- | ----- | ----- | ----- | ----- | ----- | ----- |
| 1259  | ↘1163 | ↘1124 | ↘1095 | ↘1070 | ↘1051 | ↘1027 |
| 2017  | 2018  | 2019  |       |       |       |       |
| ↘1011 | ↗1021 | ↘1017 |       |       |       |       |

## Состав поселения
В состав поселения входят следующие населённые пункты:
- Село Пречистое — административный центр
- Высокое, деревня
- Данильцево, деревня
- Дубровка, деревня
- Завидово, деревня
- Заточино, деревня
- Златоустово, деревня
- Извозки, деревня
- Куклинка, деревня
- Куршево, деревня
- Липцы, деревня
- Логачиха, деревня
- Малое Токарево, деревня
- Мануйлово, деревня
- Подвязье, деревня
- Пырнево, деревня
- Руготино, деревня
- Синичино, деревня

## Местное самоуправление
Главой поселения и Главой администрации является Самуйлова Антонина Анатольевна
.